# Bourbonanthura vaitapensis
Bourbonanthura vaitapensis is een pissebed uit de familie Leptanthuridae. De wetenschappelijke naam van de soort is voor het eerst geldig gepubliceerd in 1993 door Müller.